# Tịnh Giác Thiện Trì
Thiền sư Tịnh Giác Thiện Trì hay Linh Phong thiền sư (? - ?), hiệu là Mộc Y Sơn Ông (Ông Núi mặc áo vỏ cây), thường được gọi là Ông Núi (Sơn Ông); là một nhà sư Trung Quốc sang Việt Nam tu trì ở núi Bà (Phù Cát, Bình Định) vào thế kỷ 18.

## Thân thế và hành trạng
Khảo cứu trong "Sơn môn tự phả" và "Pháp tọa thế thứ đồ vị" có ở chùa Linh Phong trước đây, thì tên tục của Thiền sư Tịnh Giác Thiện Trì (gọi tắt là thiền sư) là Lê Ban, người ở kinh đô Bắc Kinh (Trung Quốc).
Nhưng theo danh thần Đào Tấn, tên tục này chưa hẳn đã đúng, vì "biết đâu đây là người lánh đời, giấu tên". 
Cũng theo hai tài liệu trên, năm Nhâm Ngọ (1702), thời chúa Nguyễn Phúc Chu, thiền sư đến một nơi có "rừng cây, suối đá sâu thẳm, tịch mịch, vẻ đẹp không gì sánh nổi" là núi Bà ở vùng miền biển Phương Phi (Phương Thái, huyện Phù Cát, tỉnh Bình Định), cách thành Trà Bàn (Đồ Bàn) hơn 30 dặm để ẩn tu.
Trước thiền sư tu trì trong hang núi ở phía đông, sau mới đến lưng chừng núi "phát gai dại, vác đá to xây chỗ này, lấp chỗ kia, kết cỏ làm tranh, dựng lên am nhỏ, đặt tên là chùa Dũng Tuyền". 
Tương truyền, thiền sư lấy vỏ cây làm y phục. Mỗi khi cần vật thực, thiền sư vào núi kiếm củi, bó thành bó to rồi đem xuống núi đặt bên vệ đường, người dân địa phương đem gạo, rau...đổi lấy.
Năm Quý Sửu (1733), chúa Nguyễn Phúc Chú vì mộ đức thiền sư nên ban hiệu là "Tịnh Giác Thiện Trì Đại Lão Thiền Sư", và lệnh xây cất lại am Dũng Tuyền thành một ngôi chùa lớn lợp ngói, đặt tên là "Linh Phong Thiền Tự".
Năm Tân Dậu (1741), chúa Nguyễn Phúc Khoát cho mời thiền sư đến phủ chúa (Phú Xuân) để tham vấn học hỏi về Phật pháp. Ở đấy gần một tháng, được chúa rất quý mến, nên khi về thiền sư được ban cho áo cà sa có vòng ngọc và móc vàng, để làm pháp phục .
Thiền sư Tịnh Giác Thiện Trì viên tịch tại chùa Linh Phong vào thời Tây Sơn (1778-1802), đồ chúng lập tháp thờ ở bên phải chùa vào năm Thái Đức (hiệu của Nguyễn Nhạc) thứ 8 (1785). Tháp có câu đối chữ Hán:
Quyền thạch tiệm thành sơn, thản thản u trinh thường lạc thổ;
Chúng lưu năng vi thủy, man man không tế động đình thiên.
Nghĩa là:
Gom đá dần thành núi, đất Thường Lạc (cõi Phật) thênh thang tĩnh mịch;
Nhiều dòng tạo nên sông, trời Động Đình bát ngát mênh mông.
Song có người bảo rằng tháp mới xây dựng sau này để làm kỷ niệm, chớ thật ra thiền sư đã bỏ đi đâu mất kể từ khi Trương Phúc Loan chuyên quyền, và trong nước có loạn...
Theo Đào Tấn, thì thiền sư Tịnh Giác Thiện Trì có chú giải bộ kinh Pháp hoa và soạn quyển Ngọc Thạch đồ chương gồm 7 mục: 1/ Ngôi chùa lưng chừng núi. 2/ Thuở dựng chùa Dũng Tuyền. 3/ Hiệu là Ông núi. 4/ Gặp ta trong đá. 5/ Nơi yên tĩnh. 6./ Tính khí lặng lẽ. 7/ Nhà đá (thạch thất). 
Ngoài ra, thiền sư "cũng có làm thơ đề vịnh, dấu bút mấy tờ, nhưng sư ở chùa vì không biết nên lấy số giấy ấy bồi bức vẽ tượng...rất tiếc thay".

## Sau khi viên tịch
Theo Linh Phong tự ký của Đào Tấn, năm 1808, vâng lệnh Thánh mẫu là Hoàng hậu Hiếu Khương, vua Gia Long ban lệnh không cho ai được xâm phạm hay lấy các vật dụng ở chùa trong khi chờ đợi trùng tu. 
Đến đời Minh Mạng, một hôm nhà vua bị bệnh, vừa chợp mắt thì mộng thấy một vị sư già mặc áo vỏ cây đứng bên giường hầu quạt, đến sáng thì khỏi bệnh. Khi ngự triều, nhà vua đem chuyện ấy hỏi các quan, có người tâu rằng vị sư già đó có lẽ là Linh Phong thiền sư ở chùa Linh Phong ngày xưa. Vì vậy, năm 1826, nhà vua sai quan trấn gom góp các pháp phục và vật dụng của các triều trước ban thưởng cho thiền sư, đưa về kinh đô (Huế) cho vua xem. Rồi nhân đó theo mẫu cũ chế ra một bộ cà sa có móc vàng và vòng ngà mới để thờ, đồng thời vua cũng cấp cho 120 lượng bạc giao cho quan trấn lo việc trùng tu chùa .
Vào đời Tự Đức, đại thần Phan Thanh Giản có đến viếng chùa Linh Phong và làm thơ đề vịnh.
Từ năm 1884 đến 1885, dưới triều Kiến Phúc và Hàm Nghi, đại thần Đào Tấn "bỏ quan về Nam, ẩn giấu tích ở chùa Linh Phong để lánh loạn". Ở đây, ông đã tìm được một bộ Pháp hoa do chính tay thiền sư chú giải, và một quyển Ngọc Thạch đồ chương.
Năm 1895, Đào Tấn được bổ làm Thượng thư bộ Công. vì muốn sửa sang ngôi cổ tự, nên ông đem việc ấy tâu lên, vua Thành Thái bèn giao cho tỉnh thần 70 lạng bạc lo việc trùng tu chùa, đồng thời sai hiểu dụ dân trong tỉnh quyên góp thêm, đến tháng 8 (âm lịch) năm Đinh Dậu (1897) thì hoàn tất, và quang cảnh chùa lúc bấy giờ rất đẹp .
Năm Thành Thái thứ 15 (1903), Đào Tấn viết "Linh Phong tự ký" nhằm ghi lại "chút chuyện về chùa Linh Phong để khỏi mất mát".

## Sách tham khảo
- Quốc sử quán triều Nguyễn (Cao Xuân Dục làm Tổng tài), Đại Nam chính biên liệt truyện (bản dịch, trong bài gọi tắt là "Chính biên"). Nhà xuất bản Văn học, 2004.
- Đào Tấn, "Linh Phong tự ký" (viết năm 1903) in trong Lịch sử Phật giáo Đàng Trong của Nguyễn Hiền Đức. Nhà xuất bản Thành phố Hồ Chí Minh, 1995, tr. 111-115.
- Thích Thanh Từ, Thiền sư Việt Nam. Thành hội Phật giáo Thành phố Hồ Chí Minh ấn hành, 1992.
- Quách Tấn, Bước lãng du. Nhà xuất bản Trẻ, 1996.